# Redis
Redis (Remote Dictionary Server, em português servidor de dicionário remoto) é um armazenamento de estrutura de dados em memória, usado como um banco de dados em memória distribuído de chave-valor, cache e agente de mensagens, com durabilidade opcional. O Redis oferece suporte a diferentes tipos de estruturas de dados abstratas, como strings, listas, mapas, conjuntos, conjuntos classificados, HyperLogLogs, bitmaps, fluxos e índices espaciais. O projeto é desenvolvido e mantido por uma equipe central do projeto e desde 2015 é patrocinado pelo Redis Labs.
De acordo com o ranking mensal da DB-Engines.com, Redis é o banco de dados de valores-chave mais popular do mundo.